# Asteroids
Asteroids – gra komputerowa stworzona przez firmę Atari, wydana została w roku 1979 na automaty do gry oraz konsolę Atari 2600. W roku 1981 została wydana na komputer Atari 800. Firma Atari wydała jeszcze oficjalne wersje na konsole Atari 5200 (w 1983) i Atari 7800 oraz na komputery Acorn BBC Micro (w 1984) i Atari ST (w 1987 pod tytułem Asteroids Deluxe). Gra została zainspirowana wydaną w 1961 roku grą Spacewar!.

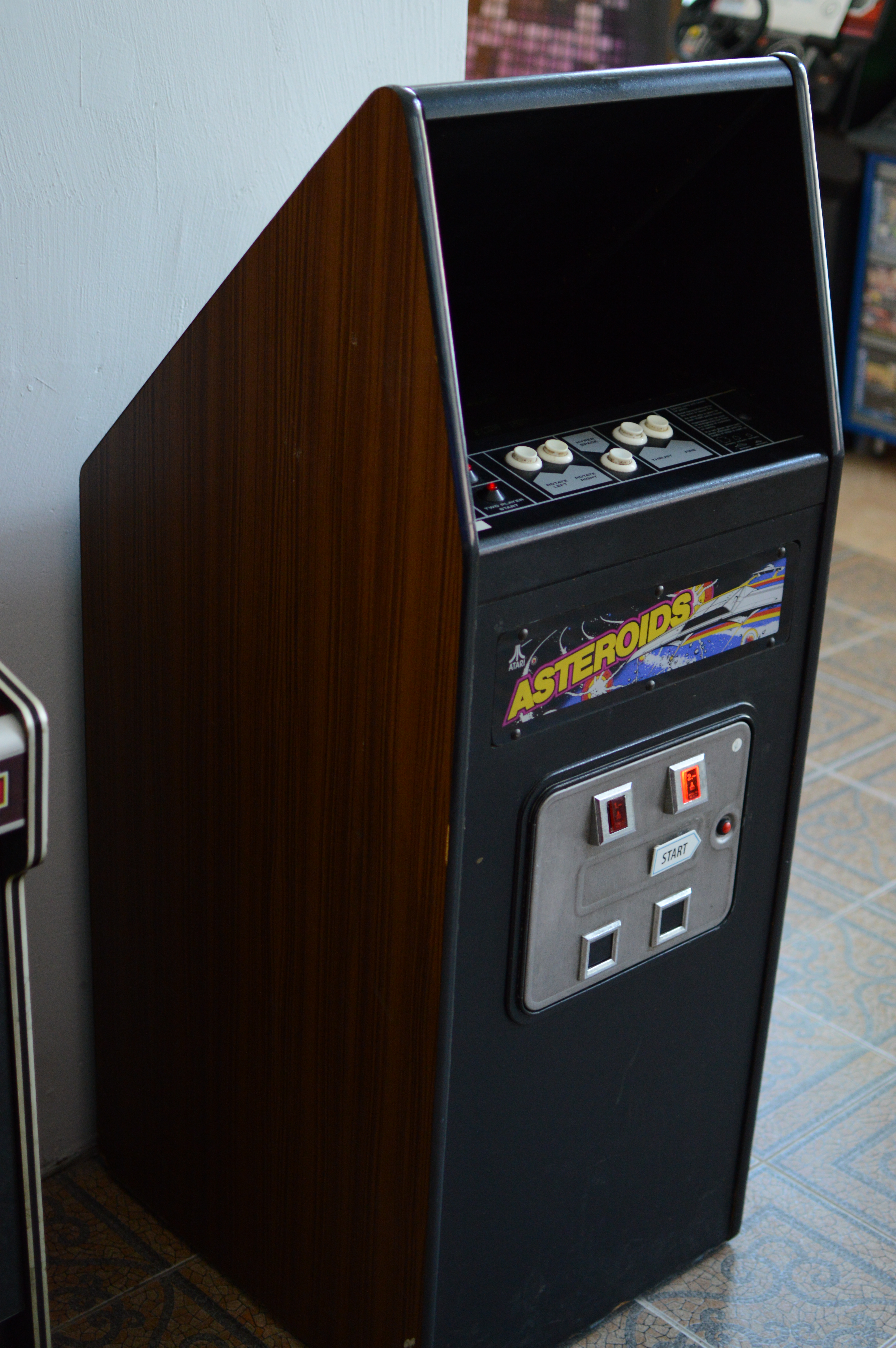
Automat z grą

Powstały także licencyjne lub stworzone przez niezależnych programistów wersje tej gry na następujące platformy: Apple II, ZX Spectrum, Commodore Amiga, Sharp X68000, PC-DOS, Nintendo Game Boy, Game Boy Advance, Sony PlayStation, Nintendo 64 i wciąż powstają nowe gry pod tym tytułem, głównie jako amatorskie produkcje we Flash’u umieszczane w Internecie jako gry online.
Konwersje na komputery i konsole mają najczęściej kolorową grafikę rastrową, z wyjątkiem niekomercyjnych wersji na ZX Spectrum (1985) i Amiga (1991), gdzie zachowano największą zgodność graficzną z oryginałem. Wydanie na Game Boy Advance (2005) oferuje wybór między grafiką rastrową i wektorową.

## Opis gry
Gra polega na kierowaniu pojazdem kosmicznym i unikaniu zderzenia z asteroidami. Strzelając do nich, można uzyskać punkty. Trafione skały kilka razy rozbijają się najpierw na 2, a potem na 3 mniejsze i szybciej poruszające się części. Po zestrzeleniu wszystkich przechodzi się do następnych poziomów, w których liczba asteroid jest za każdym razem większa. Co pewien czas pojawia się UFO, którego trafienie nagradzane jest dużą liczbą punktów.
Oryginalny automat wyposażony jest w 5 przycisków. Dwa służą do obrotu statku w lewo i prawo, jeden do strzelania, jeden powoduje ruch pojazdu i jeden teleportuje statek w inne miejsce ekranu (hyperspace), monitor jest monochromatyczny, czarno-biały, a grafika wektorowa.